# Jesús Pobre
Jesús Pobre es una entidad local menor del municipio valenciano de Denia (Marina Alta). Se encuentra a 110 m de altura en la vertiente sur del Montgó, a 8 km de Jávea y a 10 de Denia. El pueblo más cercano es Gata de Gorgos a 2 km. Actualmente tiene 855 habitantes.
El nombre de Jesús Pobre se debe a la imagen que se guarda en la iglesia. Antes había tenido el nombre de Benissa de Vino, nombre que presuntamente proviene de una alquería musulmana del mismo nombre. El Gran Riurau es conocido como "del señorito", ya que recibe el nombre de Gran Riurau del Señor de Benissadeví, que es el señorío histórico que daba nombre a la población. Durante la Guerra Civil se rebautizó el pueblo como Mongolia. 
Como edificios más importantes destacan la iglesia de Jesús Pobre (siglo XVII), el convento de franciscanos anexo a la iglesia (siglo XVIII), tres molinos situados en la colina del mismo nombre (siglo XVIII) y las alquerías de Colomer y Ferrando (siglos xvi y xvii respectivamente). La fundación del pueblo actual se debe al Pare Pere, franciscano que vivió por la zona y funda la iglesia o ermitorio.

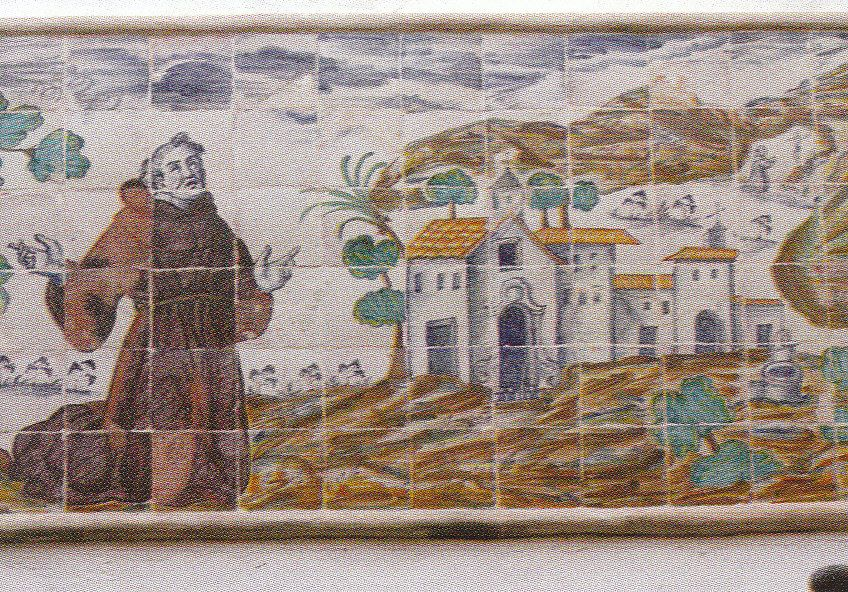
Mosaico del franciscano Pare Pere

## El hospicio-convento de Jesús Pobre

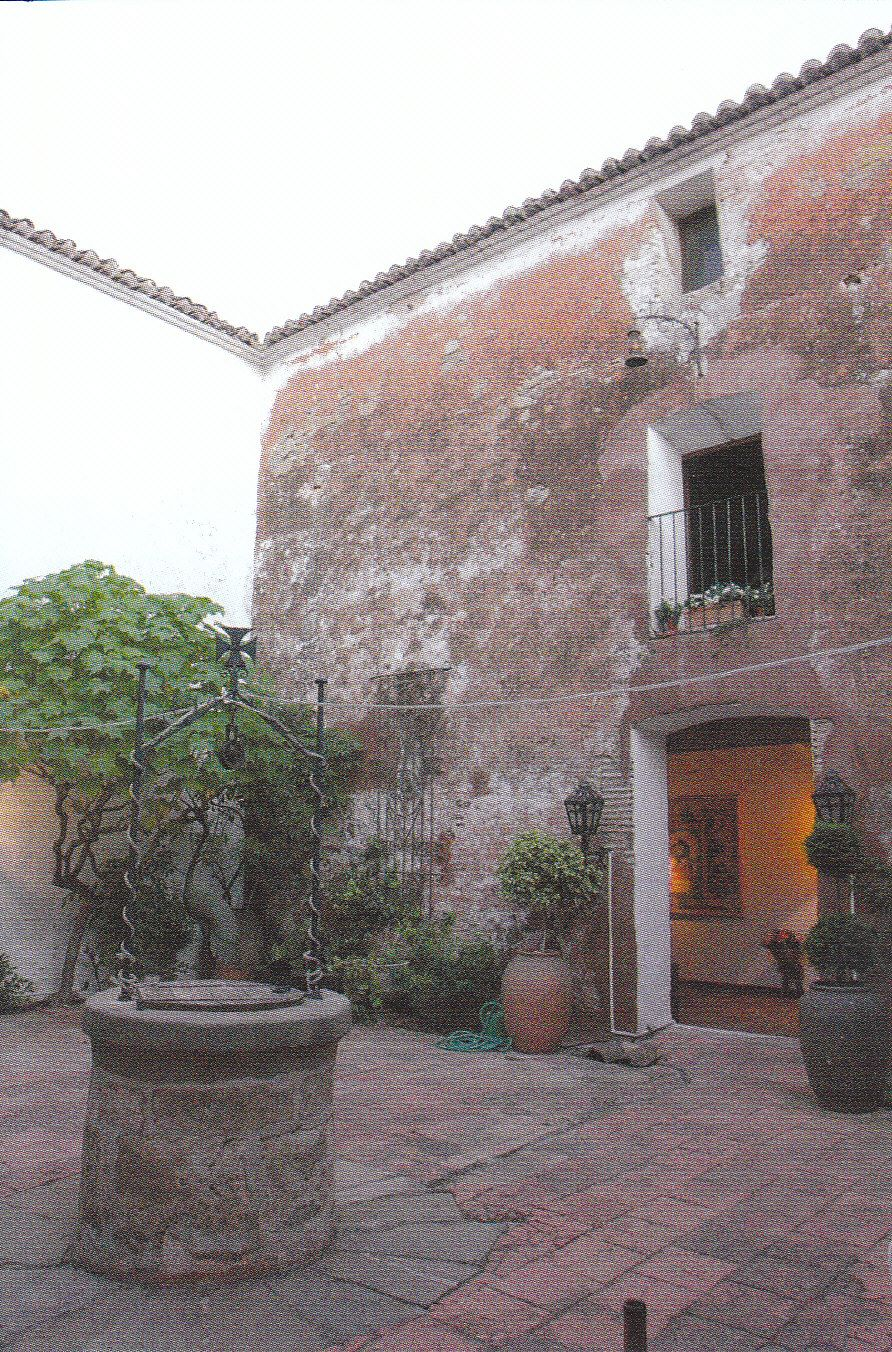
Patio del convento de Jesús Pobre

Emplazado en el casco urbano de Jesús Pobre, es un conjunto formado por el templo, actual iglesia y parroquia, el edificio que aloja las dependencias conventuales y un entorno en el que destacan la casa del señorito, que cierra la plaza así como el huerto del convento, circundado por un muro de seto que lo rodea.
El hospicio de Jesús Pobre, de orden franciscano, fue fundado hacia 1642 por Fray Pedro Esteban, conocido como el Pare Pere, importante personaje en los tiempos de Felipe IV de Castilla. Su fundación cuenta con un vínculo de la trayectoria vital del religioso de Denia (1582-1658. Este franciscano descubrió una imagen de Jesús yacente en el sepulcro, a la que dedicó un altar en la cueva donde vivía, en la vertiente del Montgó. Al Pare Pere le debemos el nombre de Jesús Pobre.
La iglesia se construye en el tercer cuarto del siglo XVII; así lo atienden las inscripciones existentes en las llaves de los arcos de refuerzo de la bóveda de cañón del templo, con las fechas de 1660 y 1668. Es un magnífico ejemplo de arquitectura conventual franciscana. La orden contaba entonces con destacados arquitectos que diseñaban las trazas y dirigían las obras de los numerosos complejos monásticos que erigían.
El actual edificio del convento se construye en el último cuarto del siglo XVIII . En su interior destacan el patio regular con pozo central y las galerías de circulación perimetrales, el claustro. La fecha que hay esculpida sobre el dintel del portal principal, 1789, nos indica, probablemente, el año en que estas obras concluían. Debajo de esta fecha, el testimonio gráfico de un azulejo cerámico muy deteriorado atesta el nombre de quien sufragó los gastos de esta construcción: A EXPENSAS DE M. PEDRO JUAN PLA Y BELDA de Agullent.
Después de la desamortización y exclaustración de la orden, el convento pasó a manos privadas. Pese a las circunstancias que rodean su proceso de deterioro, el convento aún conserva, además de buena parte de su arquitectura, importantes vestigios de los paneles cerámicos que adornaban algunas estancias y el interior de las galerías del claustro.
En la actualidad, los paneles cerámicos, intensamente restaurados, han sido emplazados en el claustro bajo y en el patio. Uno representa al Pare Pere arrodillado ante la imagen de Jesús Pobre. En otro, el franciscano con los brazos abiertos frente a su convento y, en una segunda escena, a Fray Pere orando a Dios en el Montgó.

## Medio ambiente

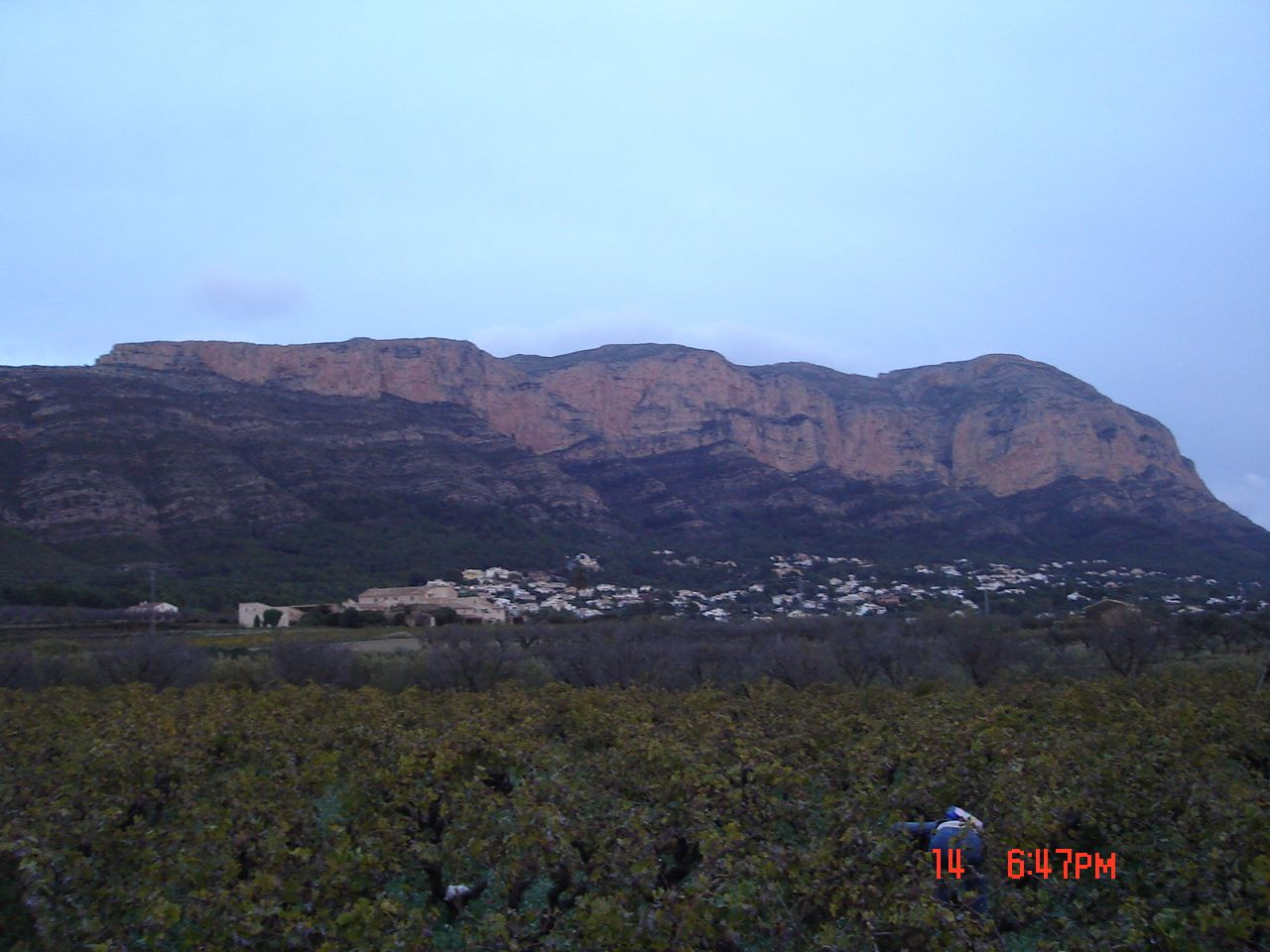
Una vista del Montgó desde Jesús Pobre

El parque natural del Montgó ha sufrido incendios anuales desde abril de 1987 . La calcinación del parque natural del Montgó se consumó en junio de 1996 con otro importante incendio que arrasó 180 hectáreas de pinar en la vertiente de Jesús Pobre.

## Economía
La agricultura de Jesús Pobre, según datos de un testigo oral, era de secano. La parte de los valles estaba en manos de los señoritos, las familias ricas del pueblo, que tenían el 90 por ciento de las tierras; La parte de la montaña —que era peña principalmente— pertenecía a las familias con menos recursos y estaba plantada de algarrobos, almendros y olivos. En las mejores zonas del terreno se plantaban también cepas y se hacía huerta de secano. También se cultivaban limones para autoconsumo.

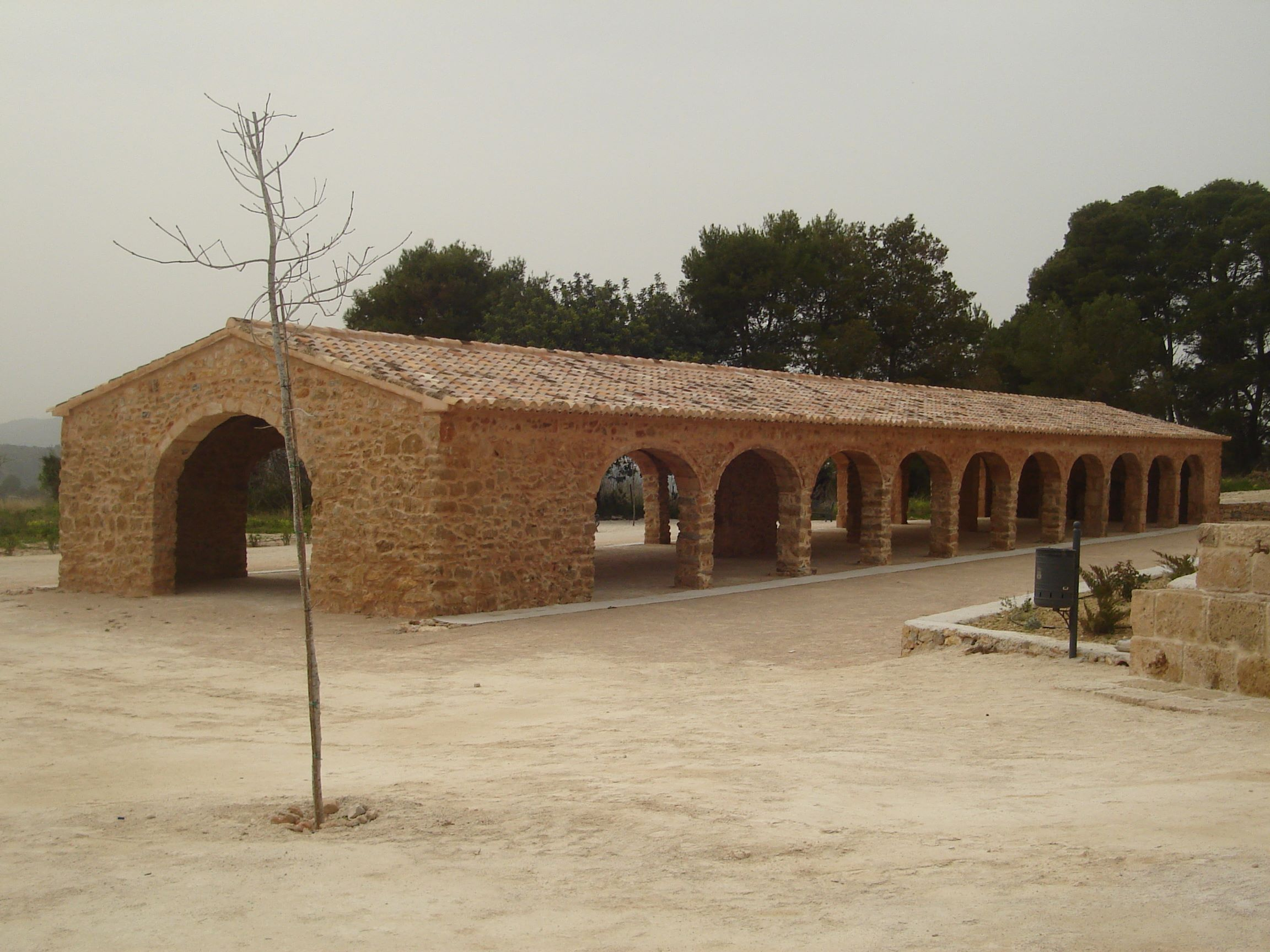
El riurau de Jesús Pobre restaurado recientemente

## Fiestas en Jesús Pobre
- Enero: Cabalgata de los tres reyes de oriente el día 5 de enero. Los reyes magos participan en la cabalgata llegando a la plaza del pueblo, desde donde reparten los regalos.

- Mayo-junio: Las fiestas patronales en honor de Jesús Pobre se celebran por la Pascua Graná, por Pentecostés, es decir, 50 días después de Pascua. En ellas se mezclan tanto los actos religiosos como los lúdicos. Entre los actos más destacados están la procesión a Jesús Pobre, los toros, fuegos artificiales, cenas populares y verbenas.

- Julio-agosto: Durante estos meses, todos los sábados por la noche, en el polideportivo de Jesús Pobre, hay cine al aire libre. Mientras, los festeros ofrecen comidas y bebidas.

- Agosto: Fiestas en honor del primer poeta valenciano de origen árabe, Ben al-Labbana, que dio su nombre histórico a la población: Benissadeví = Ben Isa al Dani. Las fiestas en honor del poeta tienen en su eje central la representación de la cantata «El hijo de la lechera», y terminan el Día Grande con el escaldano. A partir de 2011, los rituales del escaldano concluyen con el baile de las Danzas, recuperadas el 12 de febrero de 2011, época del florecimiento de los almendros, en la fiesta del IV aniversario de Riuraus Vius.

- Octubre: Las fiestas del Cabrerot se celebran en torno al 9 de octubre . El cabrero es la uva que queda sin cosechar en el viñedo después de la vendimia. En estas fiestas se puede disfrutar de cenas populares, sartenes y verbenas